# Scaunul Rotund
Scaunul Rotund este o arie protejată de interes național ce corespunde categoriei a IV-a IUCN (rezervație naturală de tip geologic și botanic), situată în județul Harghita, pe teritoriul administrativ al orașului Borsec.
Aria protejată Scaunul Rotund, aflată în nord-estul Depresiunii Borsec, are o suprafață de 40 ha, și reprezintă o zonă carstică cu regim de rezervație naturală. Situl este protejat prin prin Hotărârea Consilului Județean Harghita Nr. 162/2005. și Legea nr. 5./2000. Este cea mai importantă depunere de travertin din țară

## Descriere
Rezervația este localizată pe dealul cu același nume și cuprinde un depozit masiv de travertin cuaternar cu o grosime de cca. 100 m. Partea sudică prezintă margini abrupte de-a lungul Văii Vinului. Se remarcă local asocierea unor activități postvulcanice de tip mofetă prin emanarea bioxidului de carbon și a hidrogenului sulfurat.
Sub acțiunea hidrogeologică s-au format local mai multe formațiuni carstice: Peștera cu Slalactite, Grota Urșilor și Peștera de Gheață.
Datele tehnice ale sitului sunt:
- Latitudine N 46º 57' 43
- Longitudine E 25º 29' 50
- Altitudine 982 m - Vârful Dealului Scaunul Rotund
- Tip regiune biogeografică: alpin.

## Acces
Accesul este organizat prin intermediul traseului care pornește din centrul Stațiunii Borsec trecând pe lângă Izvorul Petőfi (Nr. 11) în direcția Poiana Zânelor spre Izvorul Străvechi și Peștera cu Gheață, fiind marcat cu cruce roșie. De la poiana aflată deasupra abatajului nordic al carierei de travertin de lângă Poiana Zânelor, se merge pe bifurcația marcată cu triunghi roșu spre Peștera Urșilor. Pentru Peștera cu stalactite accesul se face din spatele Bazei sportive urcând dealul spre est în direcția vârfului acestuia. Marcajul (formă/culoare) lipsește cu desăvârșire pe porțiunea inițială. După aproximativ 10-15 minute marcajul (vechi și neîntreținut)  se abate spre stînga în pădure.

## Relevanță turistică
- "Peșterea de Gheață" s-a format într-o grotă a masivului de travertin și este denumită astfel deoarece infiltrațiile de apă îngheață sub forma unor stalactite și stalagmite care se îngroașă pe timp de iarnă și se topesc primăvara târziu sau vara. Are o lungime de 60 m dar numai porțiunea inițială de la intrare este accesibilă turistic
- "Grota Urșilor" este un ansamblu de coridoare adanci formate prin fenomenul de eroziune naturală a rocilor calcaroase sub actiunea apelor de infiltrație.
- "Cerdacul Iadului" este o altă cavitate aflată lângă Grota Urșilor
- „Peștera cu stalactite ” sau Peștera Scaunul Rotund este situată spre vîrful Dealului Scaunul Rotund și reprezintă cea mai lunga cavitate formata in tuf calcaros din Romania. S-a format pe diaclaze si fracturi tectonice, si are o dezvoltare totala de 235 m. Numai porțiunea inițială de 15 m (luminată parțial natural prin deschideri ale tavanului) se poate vizita. In galeriile și sălile de prabușire ale peșterii găsim stalactite , depuneri de montmilch si coralite. Se poate vizita parțial, intrararea făcîndu-se printr-o dolină adîncă de 4-5 m.
- Poiana Zânelor este un anasamblu de izvoare minerale amenajate dub formă de bazine în aer liber cu garderobă și puncte de repaos, folosite în principal în cură externă. Se găsesc indicații în limbi de largă circulație pictate manual pe tablii din lemn și decorate cu motive florale specifice zonei. Tot în poiana Zânelor sunt puncte de belvedere și locații de picnic sau plajă.
- Carierele de travertin acum abandonate în număr de 2 și cu deschidere spre Valea Vinului, s-au transformat în obiective turistice. Lîngă cariera aflată limitrof Poienii Zânelor se află o mică peșteră.
- Izvorul Străvechi (Ősforrás) este o locație unde actual se află o mofetă

## Galerie

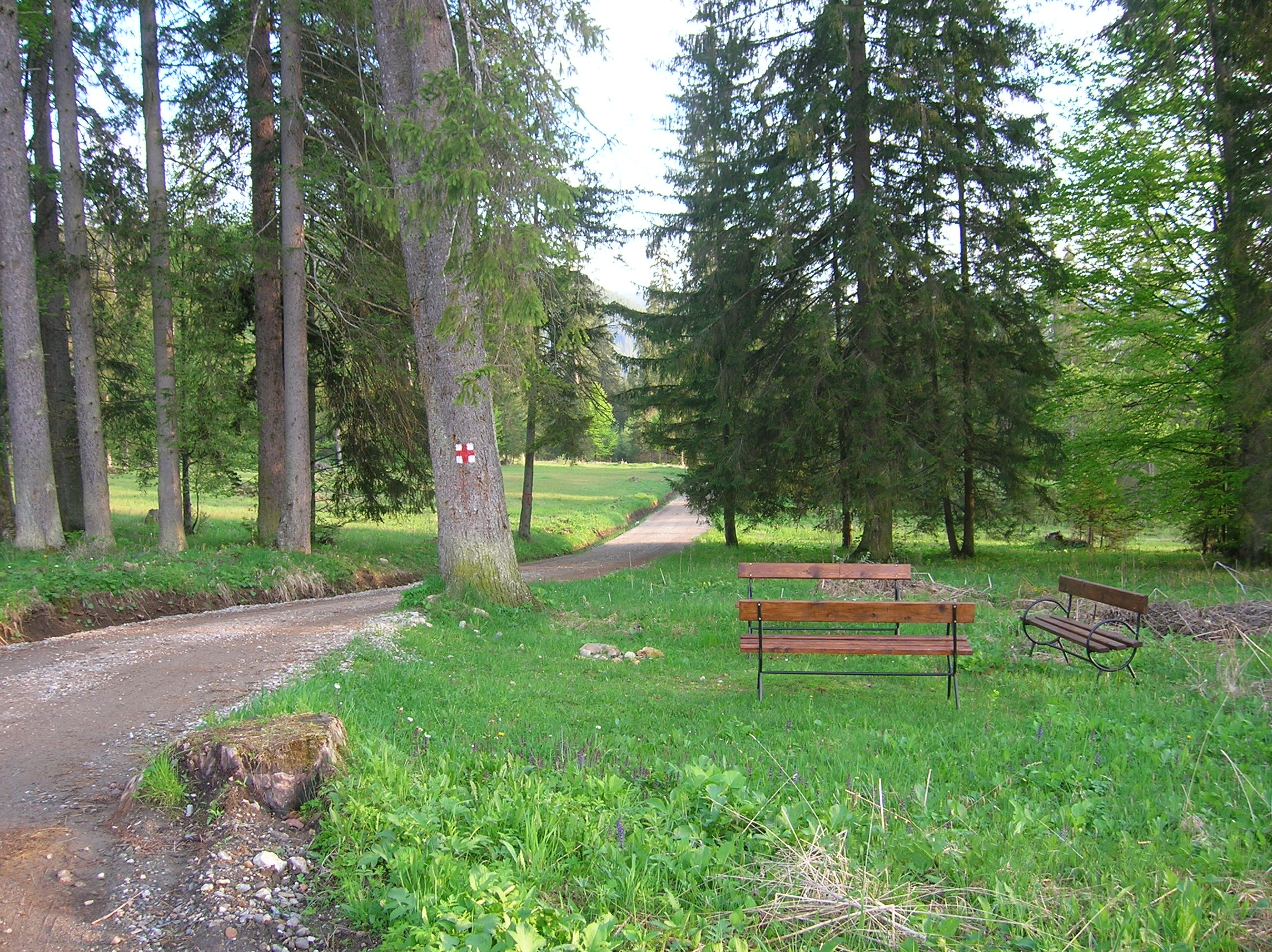
Spre Poiana Zânelor şi Grota Urşilor
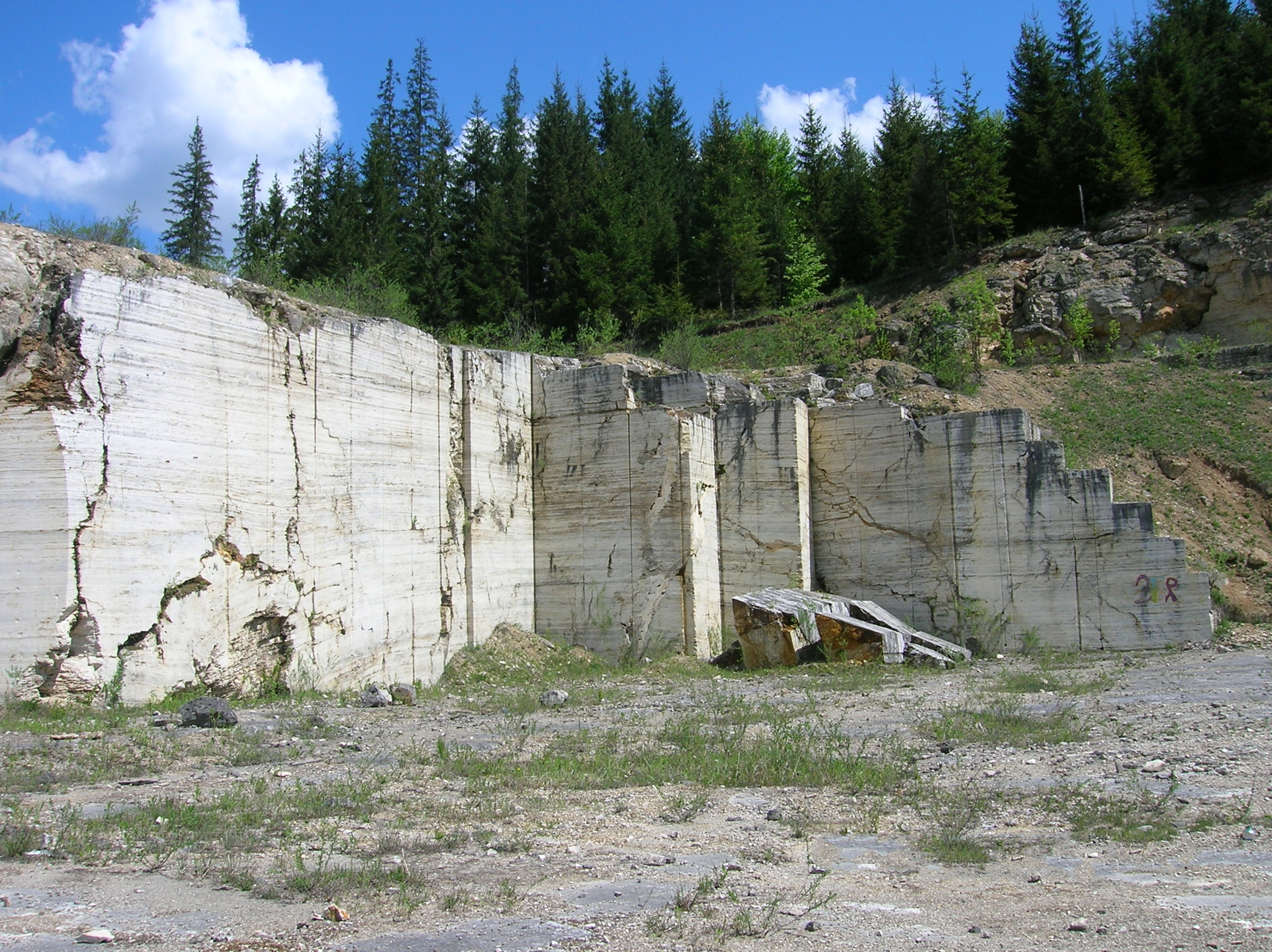
Cariera de Travertin
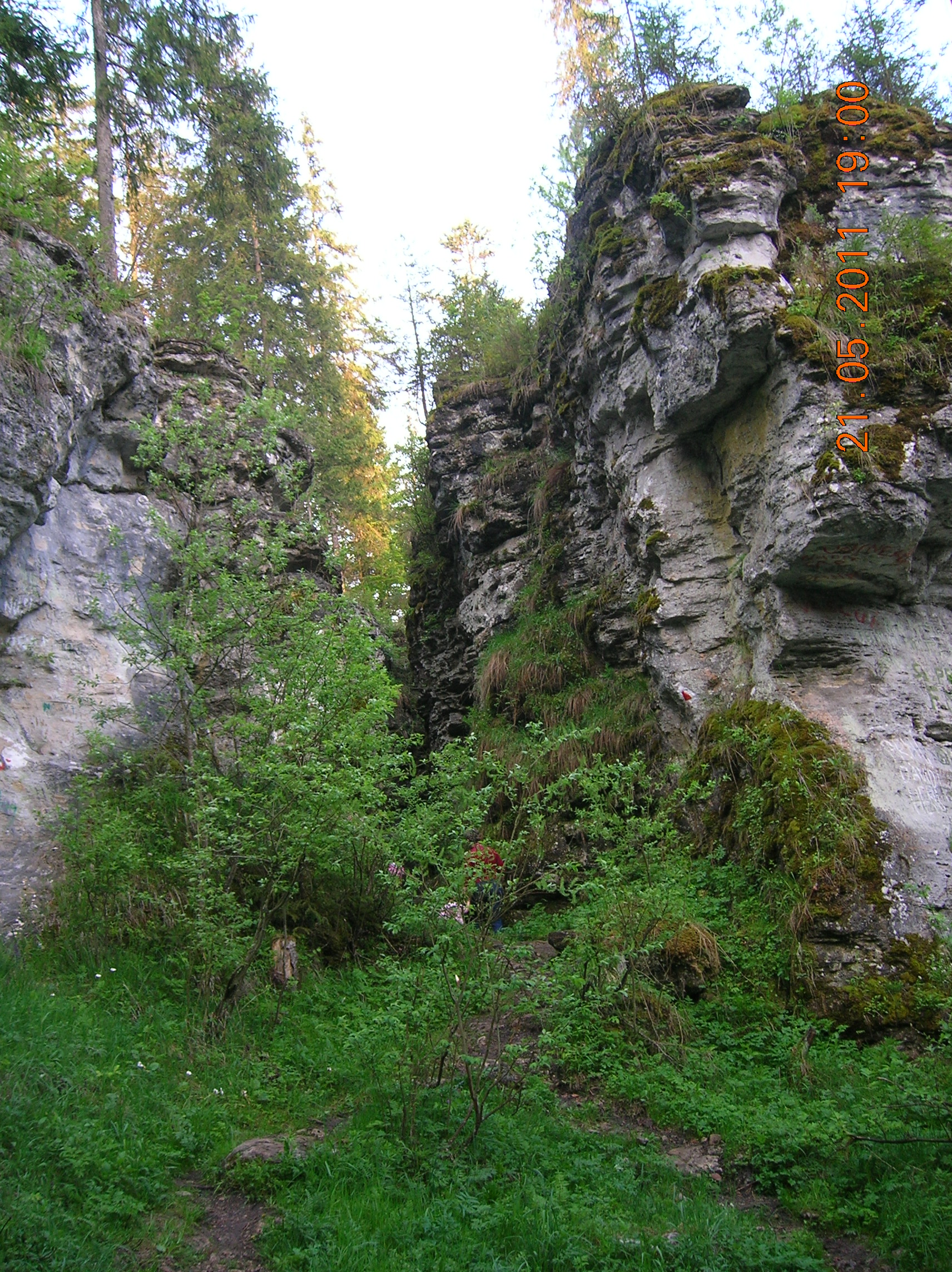
Intrarea în Grota Urşilor vara
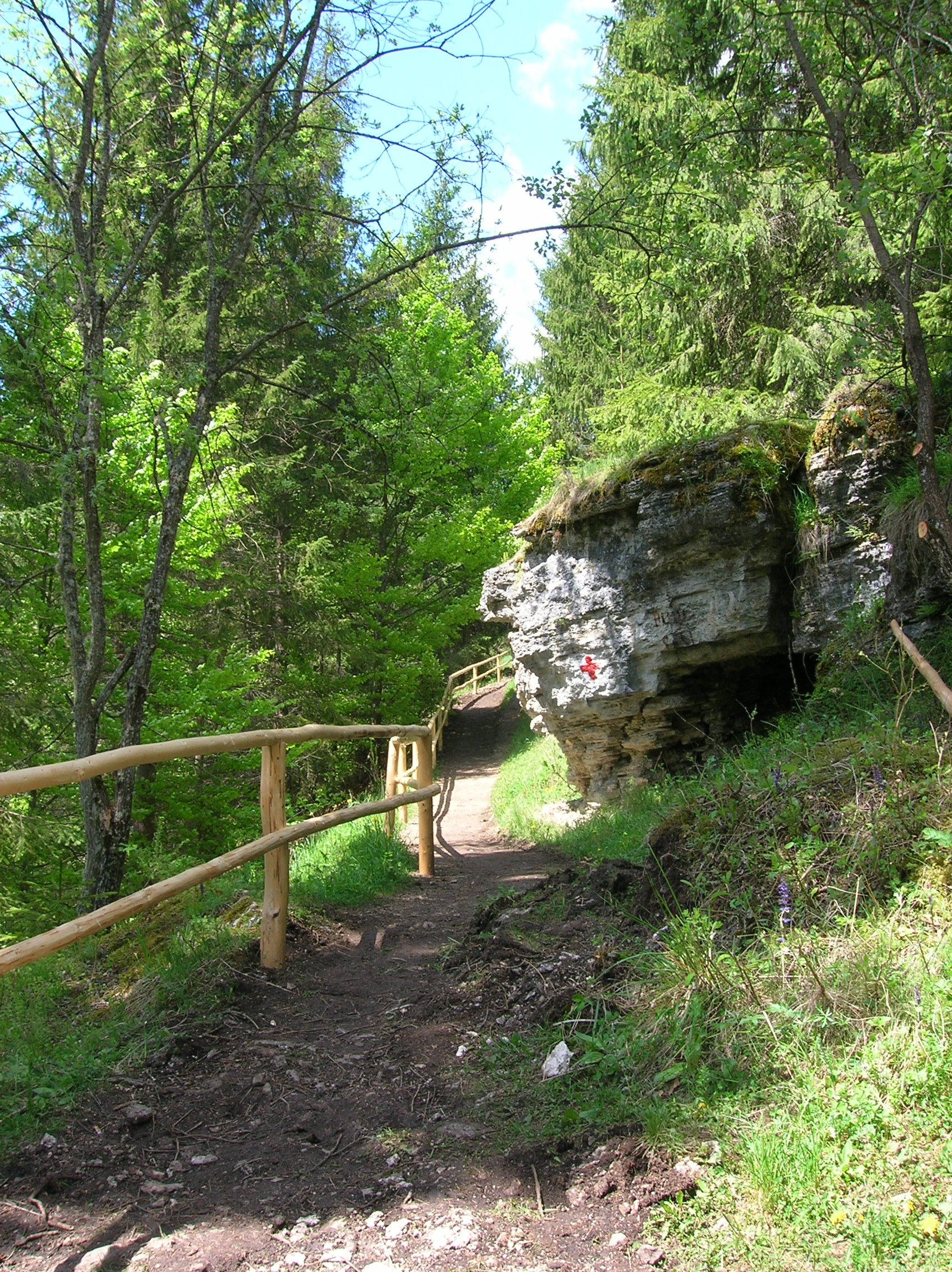
Drumul care coboară de la Izvorul Străvechi spre Peştera de Gheaţă
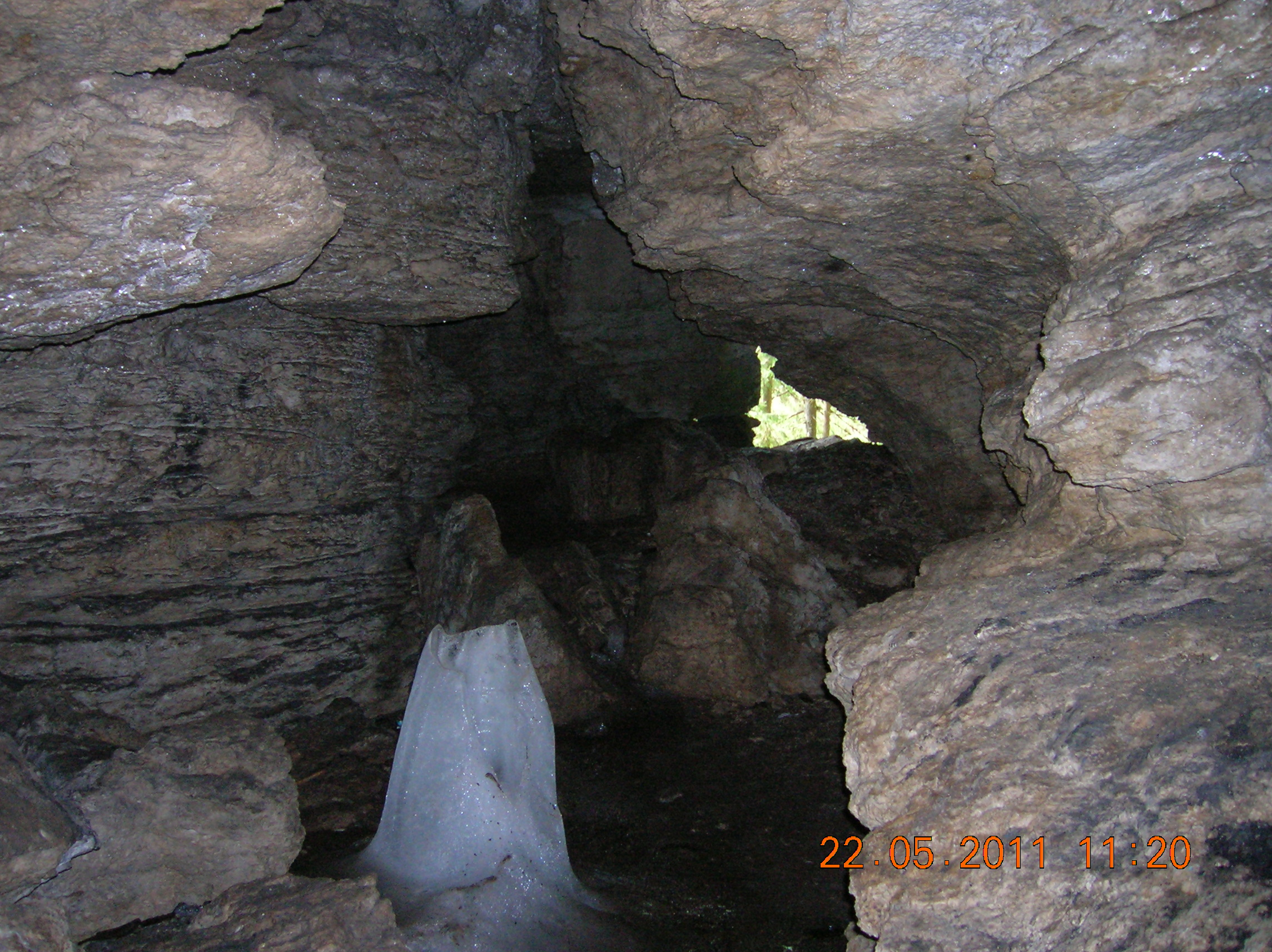
La întoarcere, din Peştera de Gheaţă
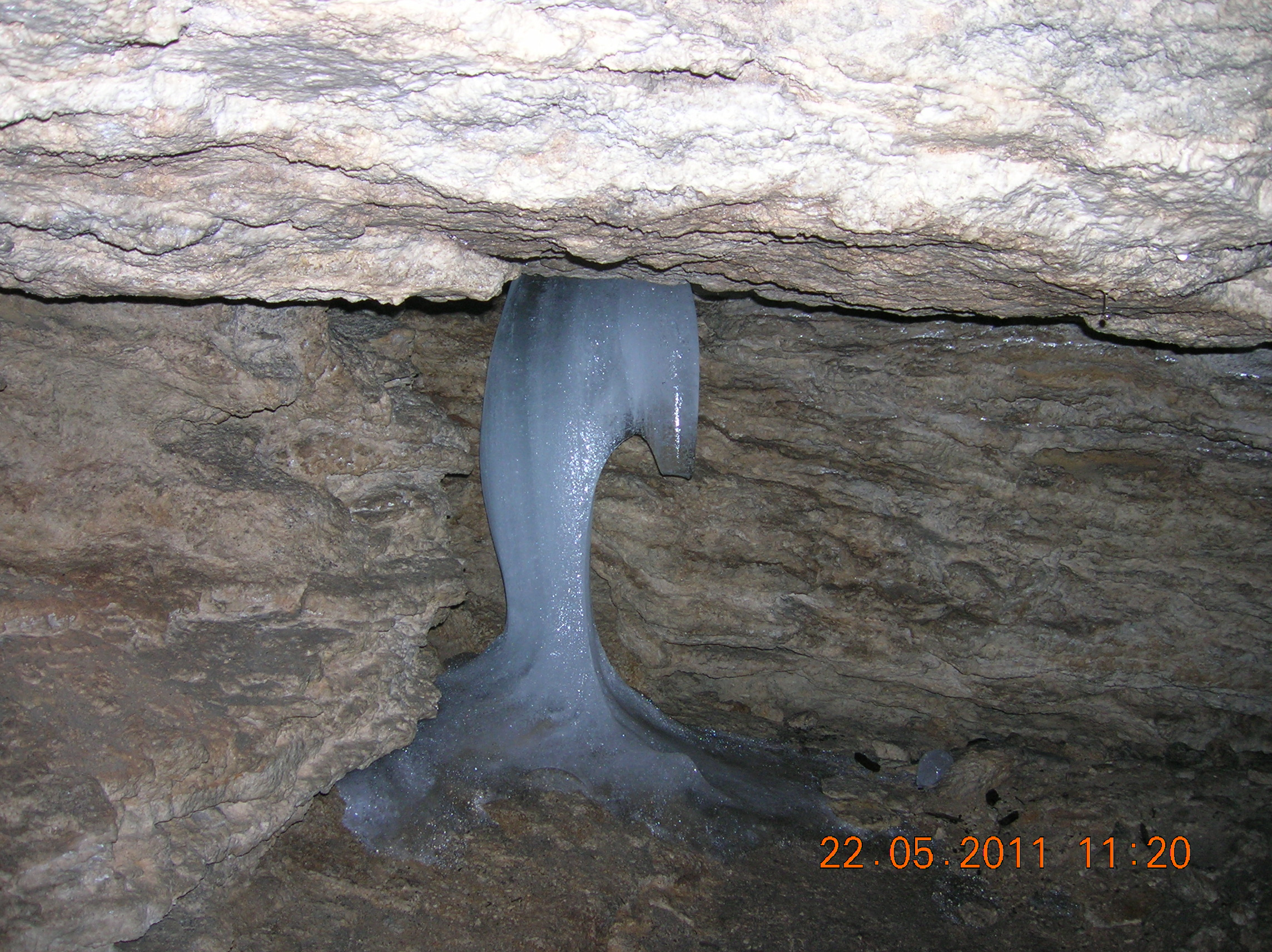
Delfin în Peştera de Gheaţă
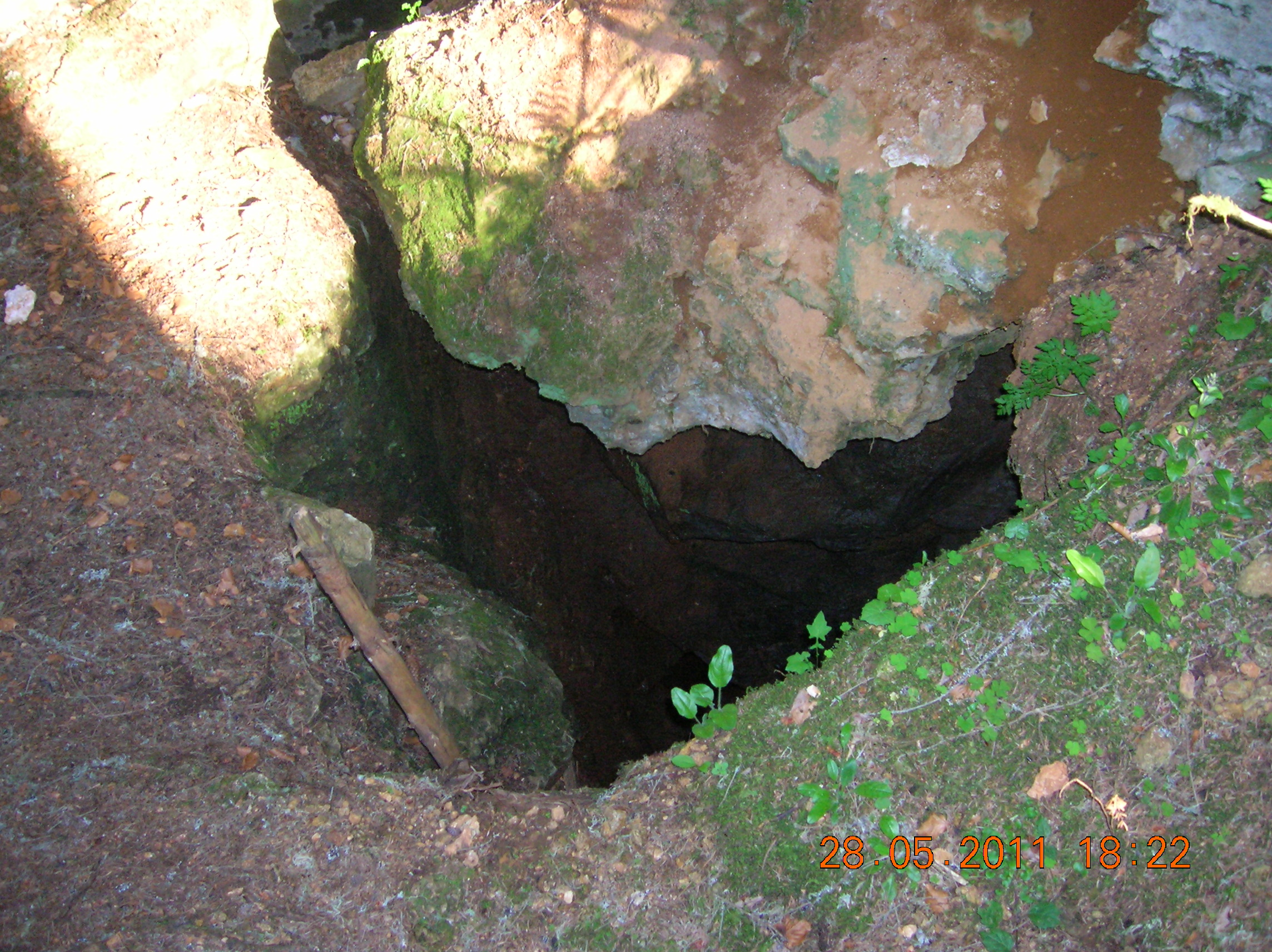
Intrarea în Peştera de la Scaunul Rotund
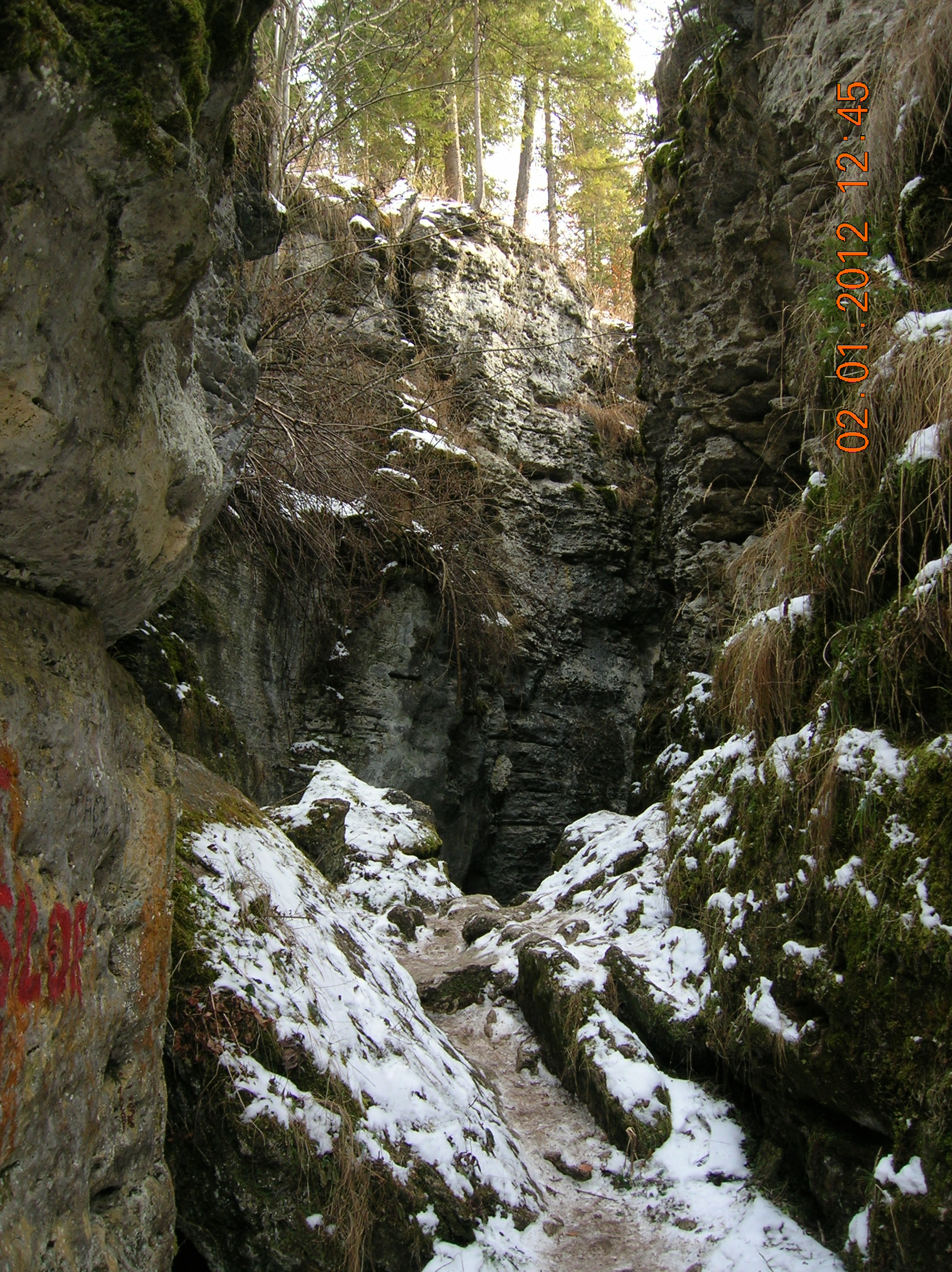
Intrarea în Grota Urşilor iarna
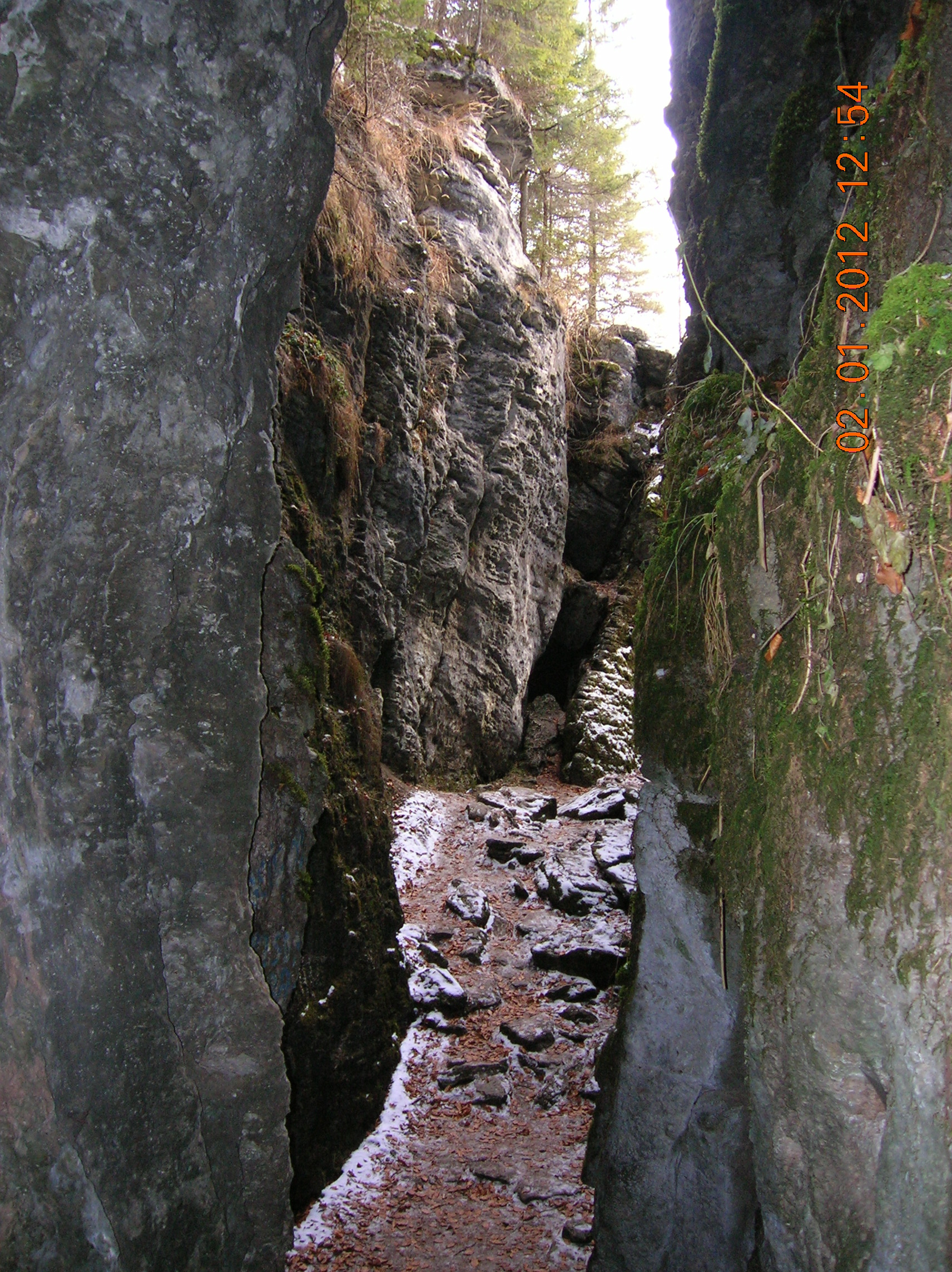
Grota Urşilor - coridorul
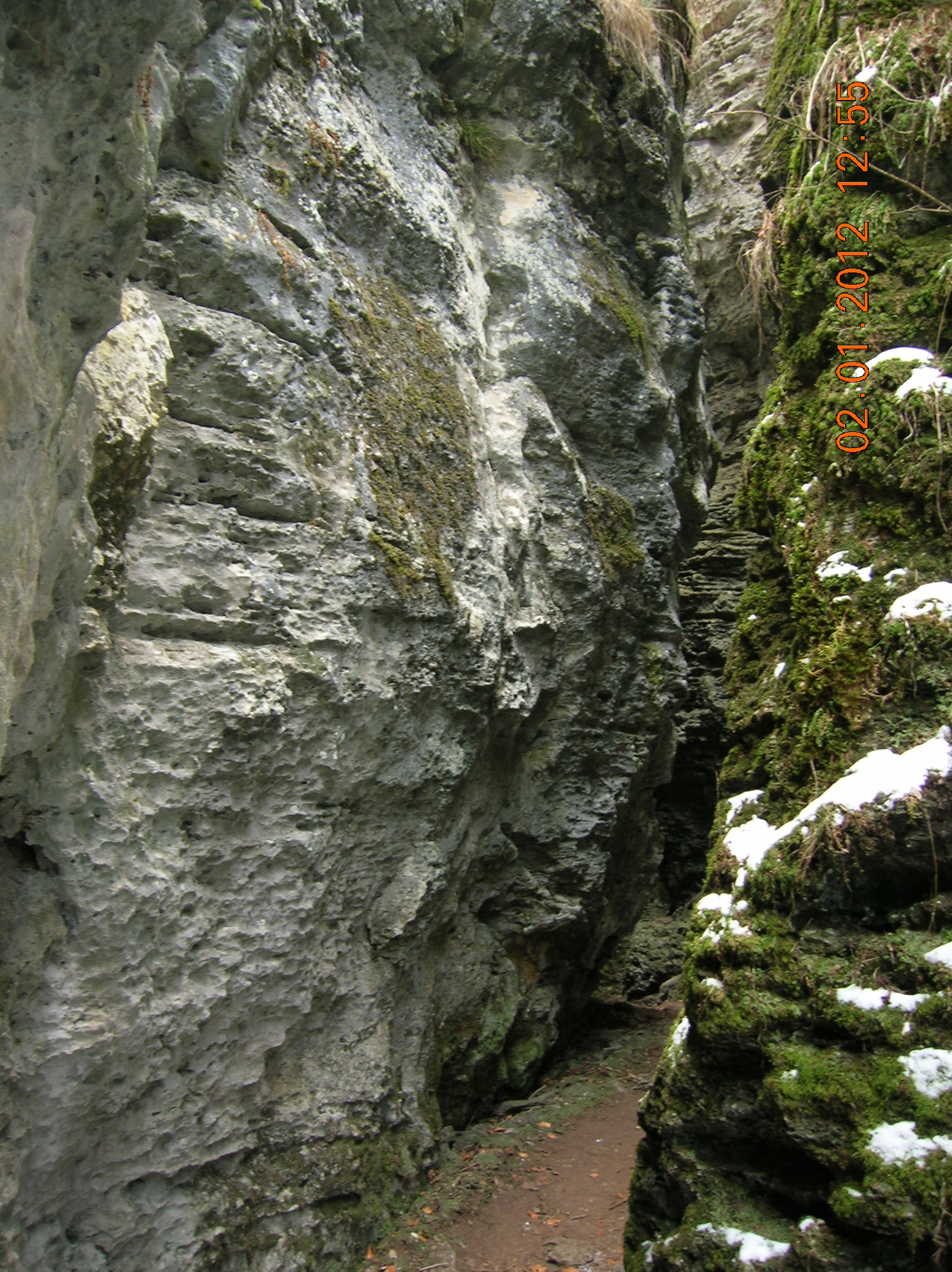
Grota Urşilor - coridorul
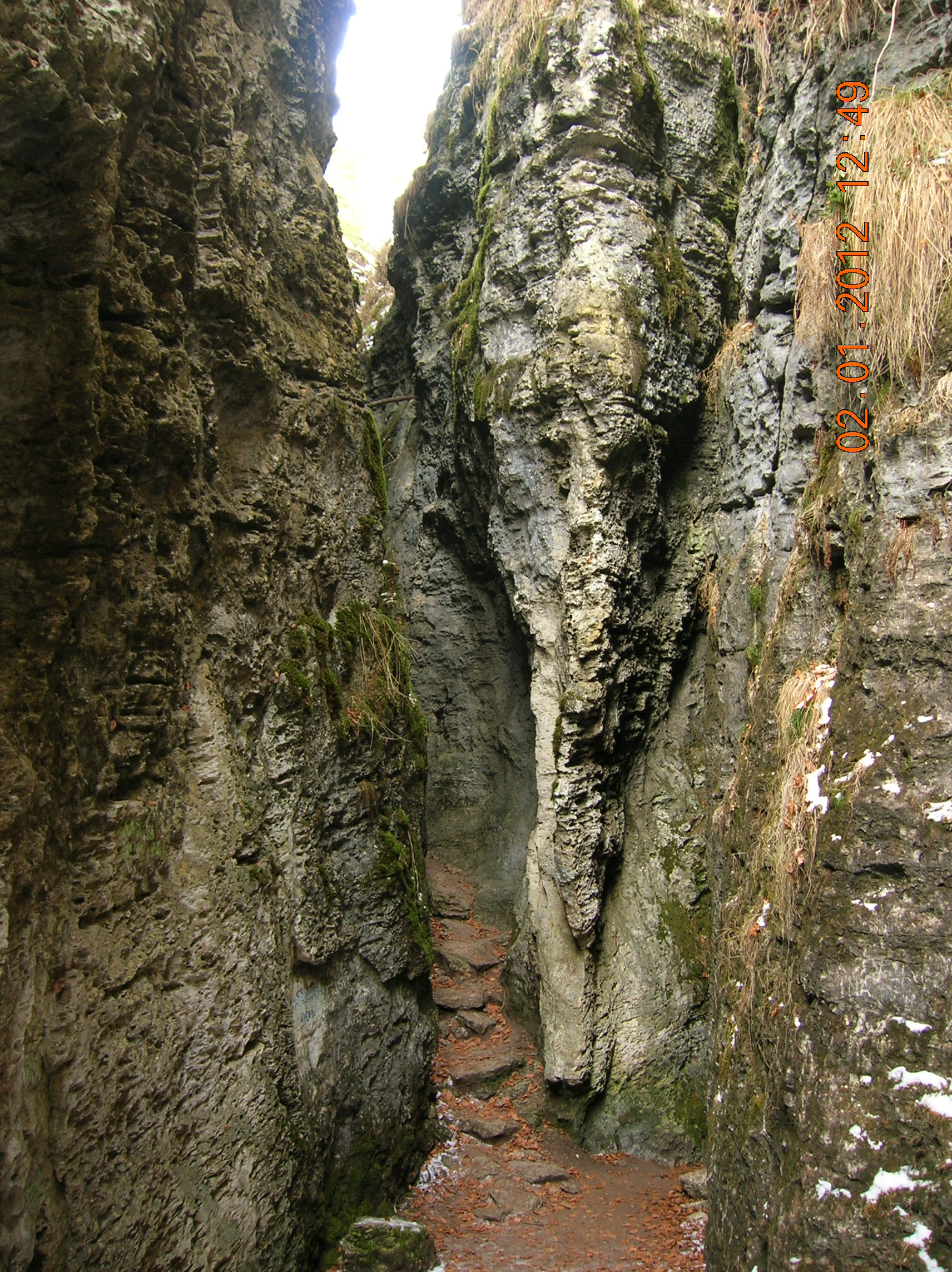
Grota Urşilor - la demisol
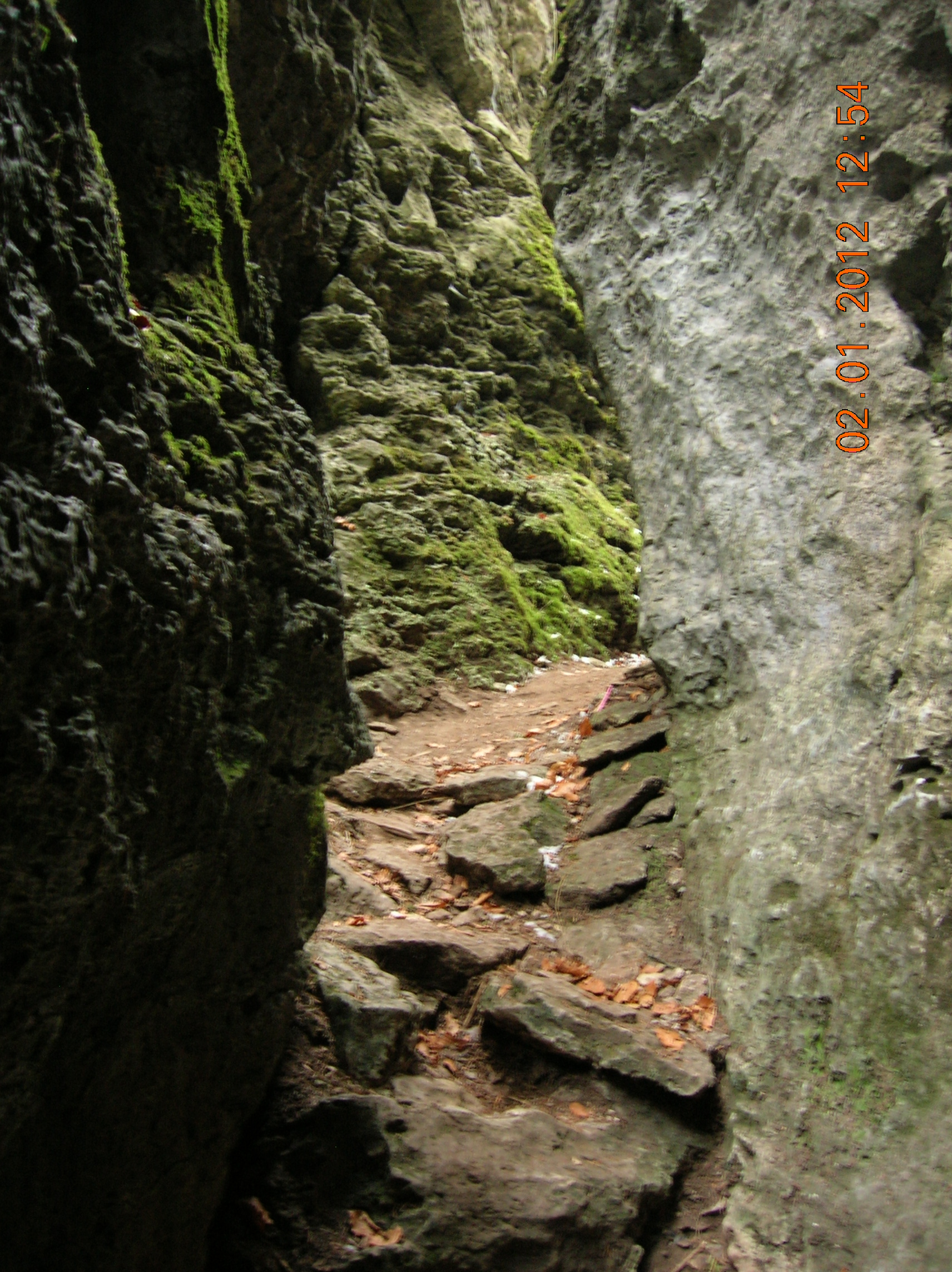
Grota Urşilor - trepte
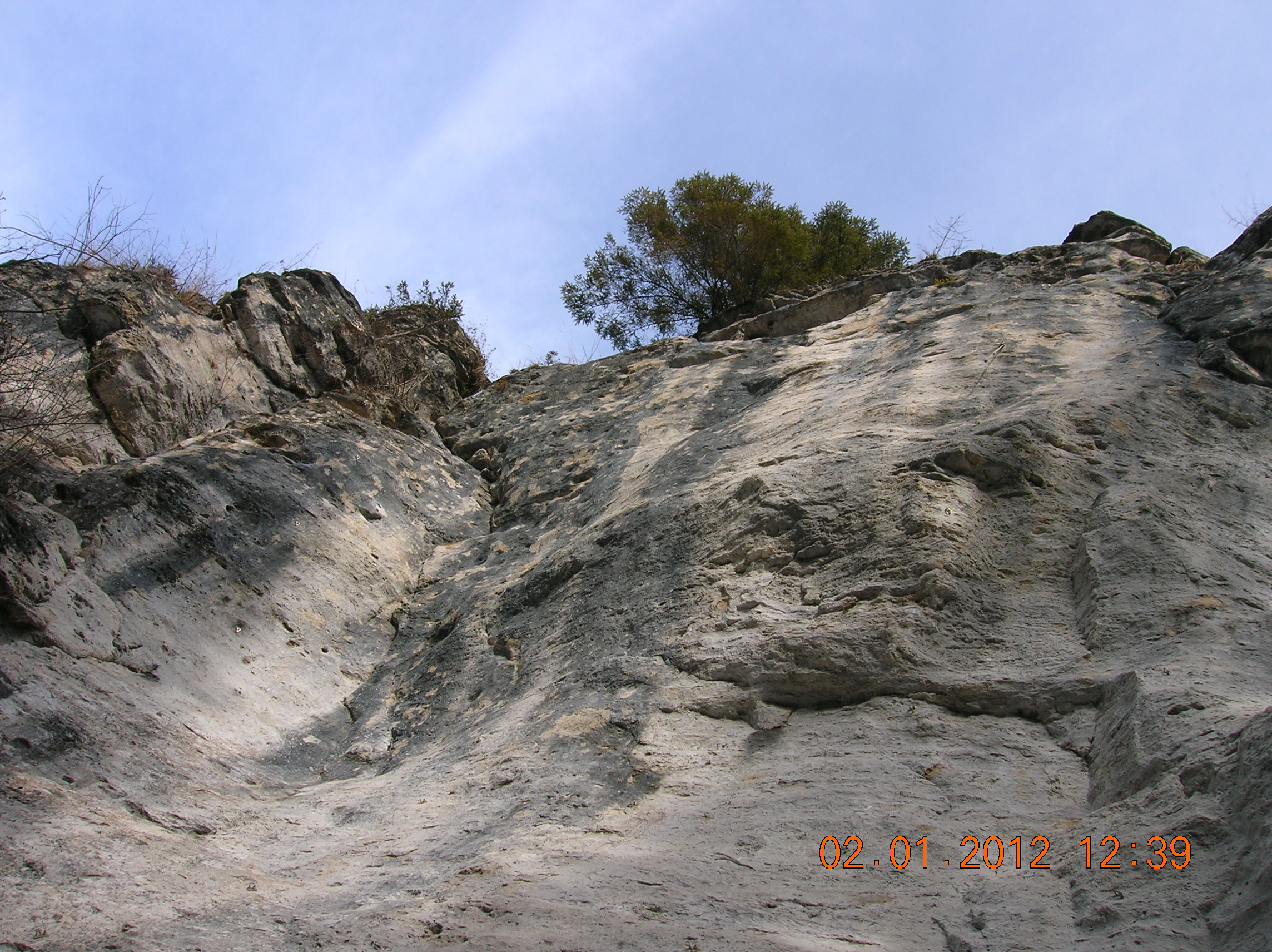
Grota Urşilor - perete
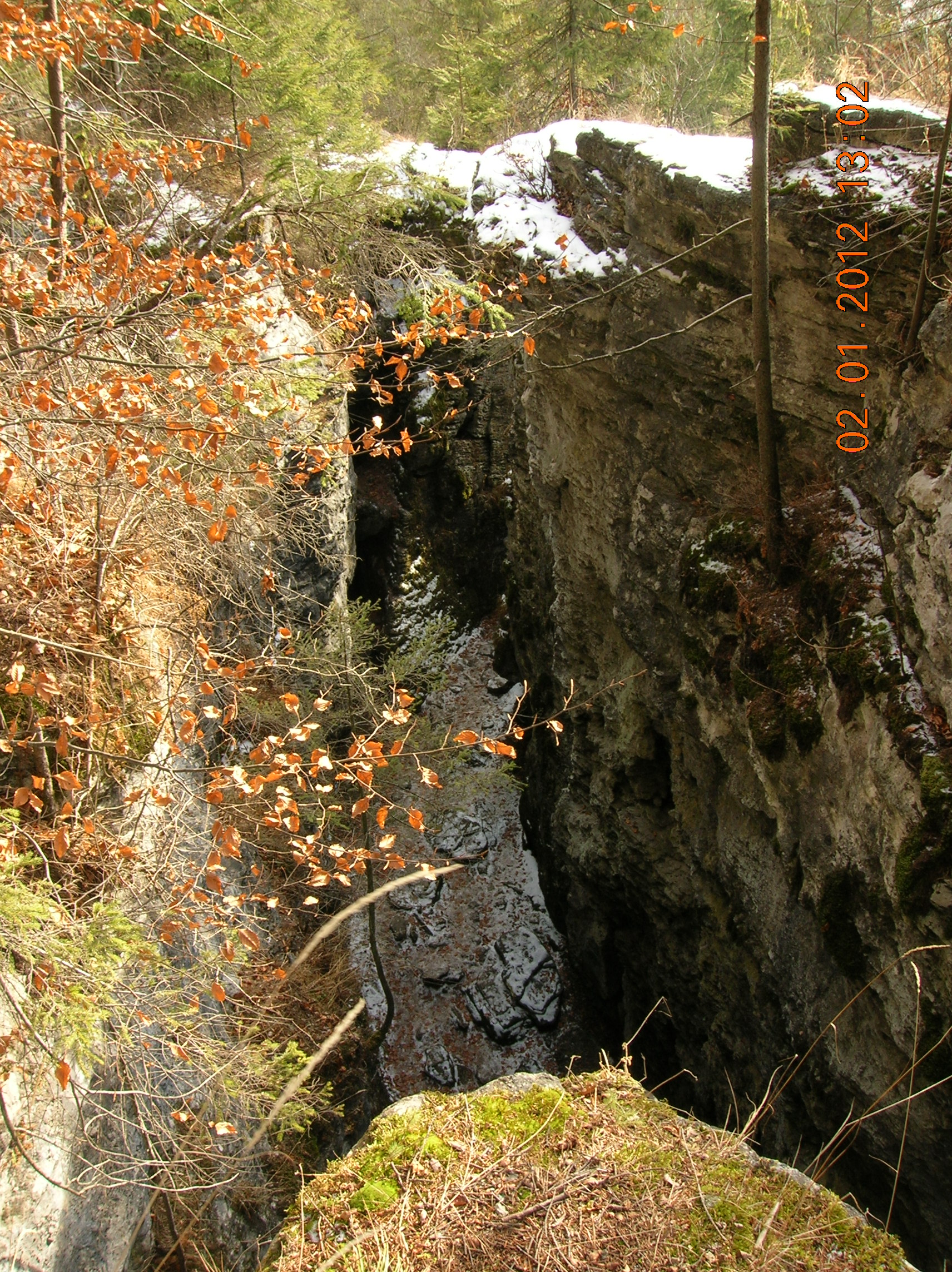
Deasupra Grotei Urşilor - spre coridor
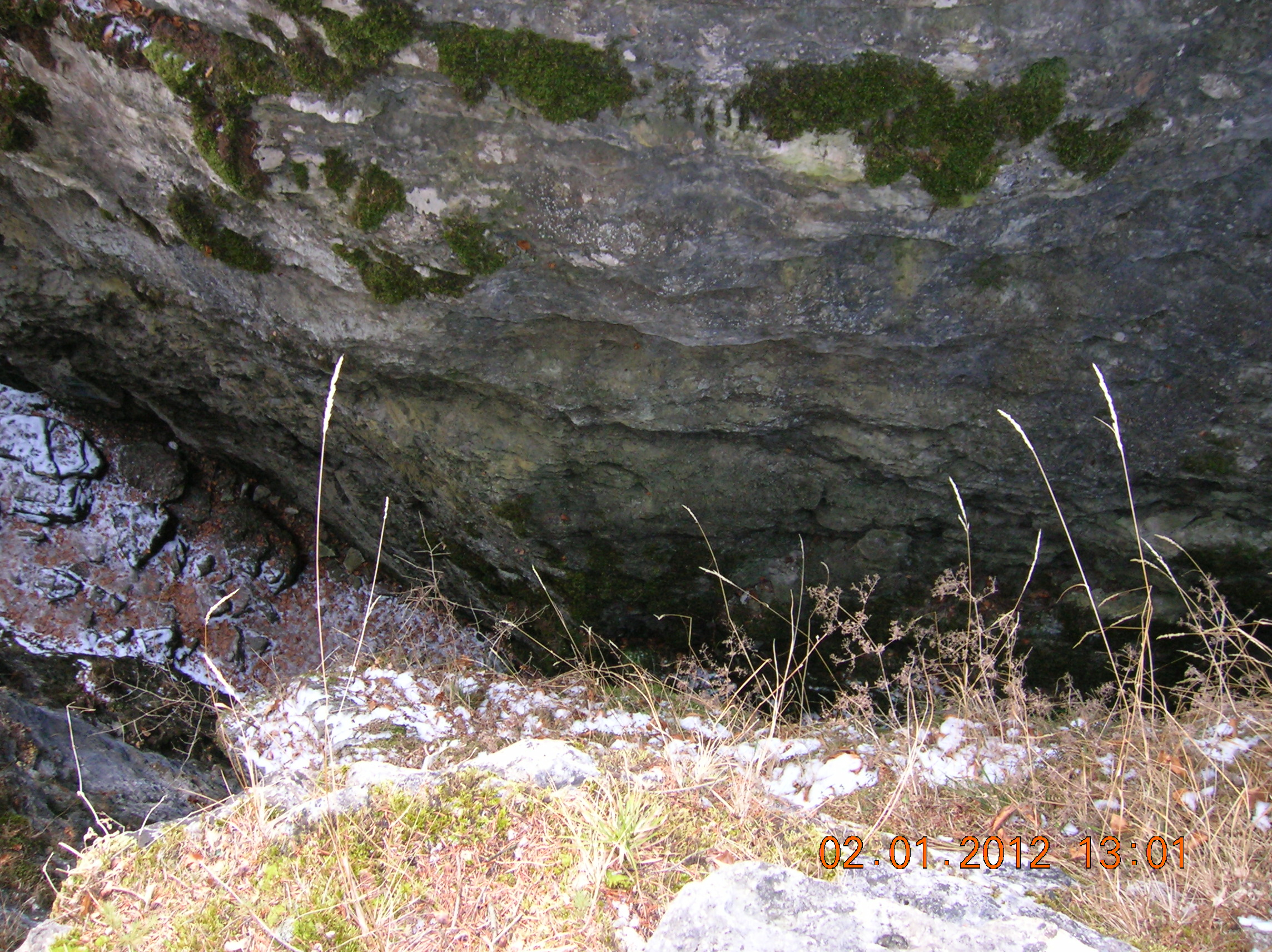
Deasupra Grotei Urşilor - Coridorul
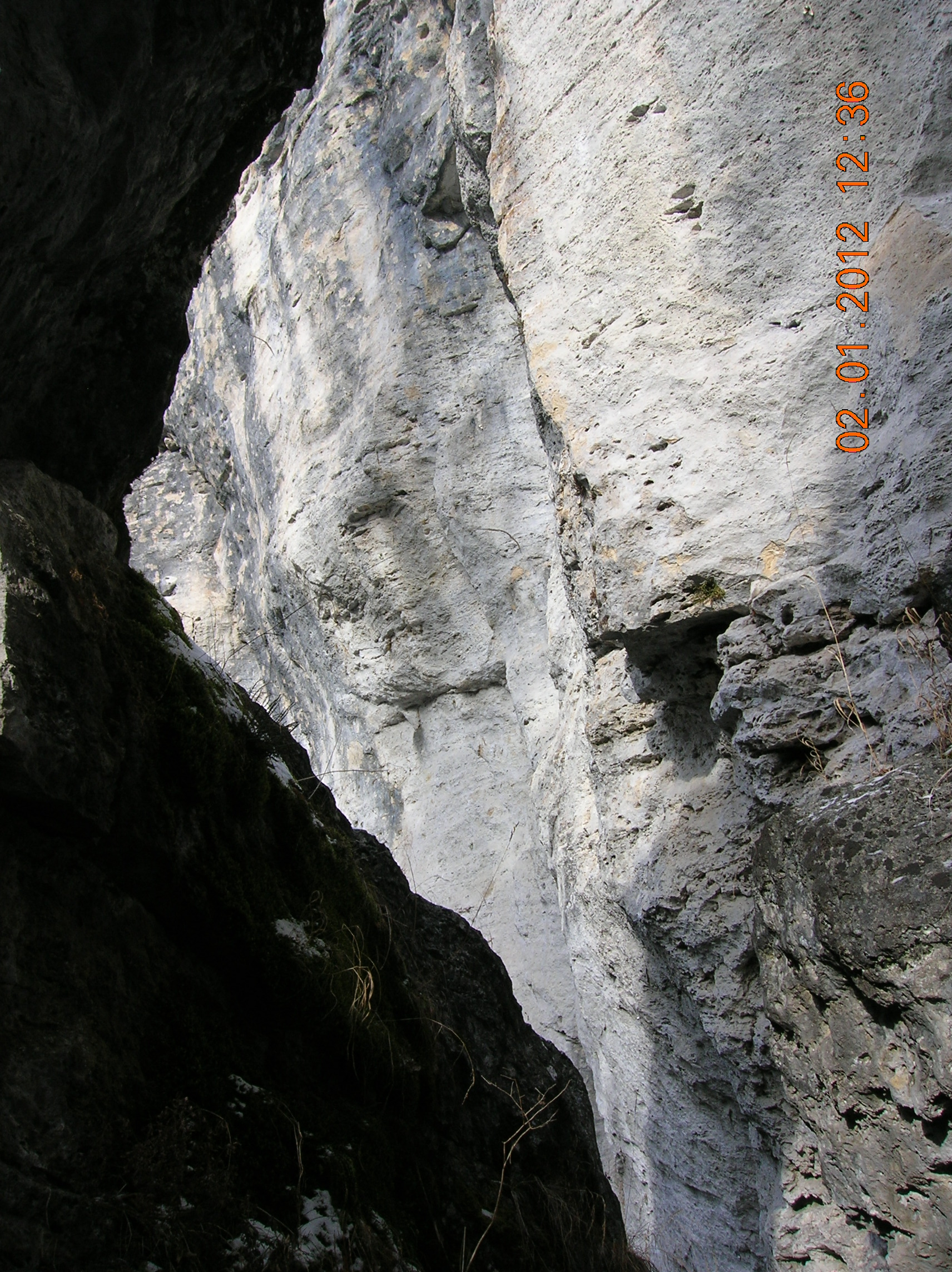
Grota Urşilor - Gâtuitură
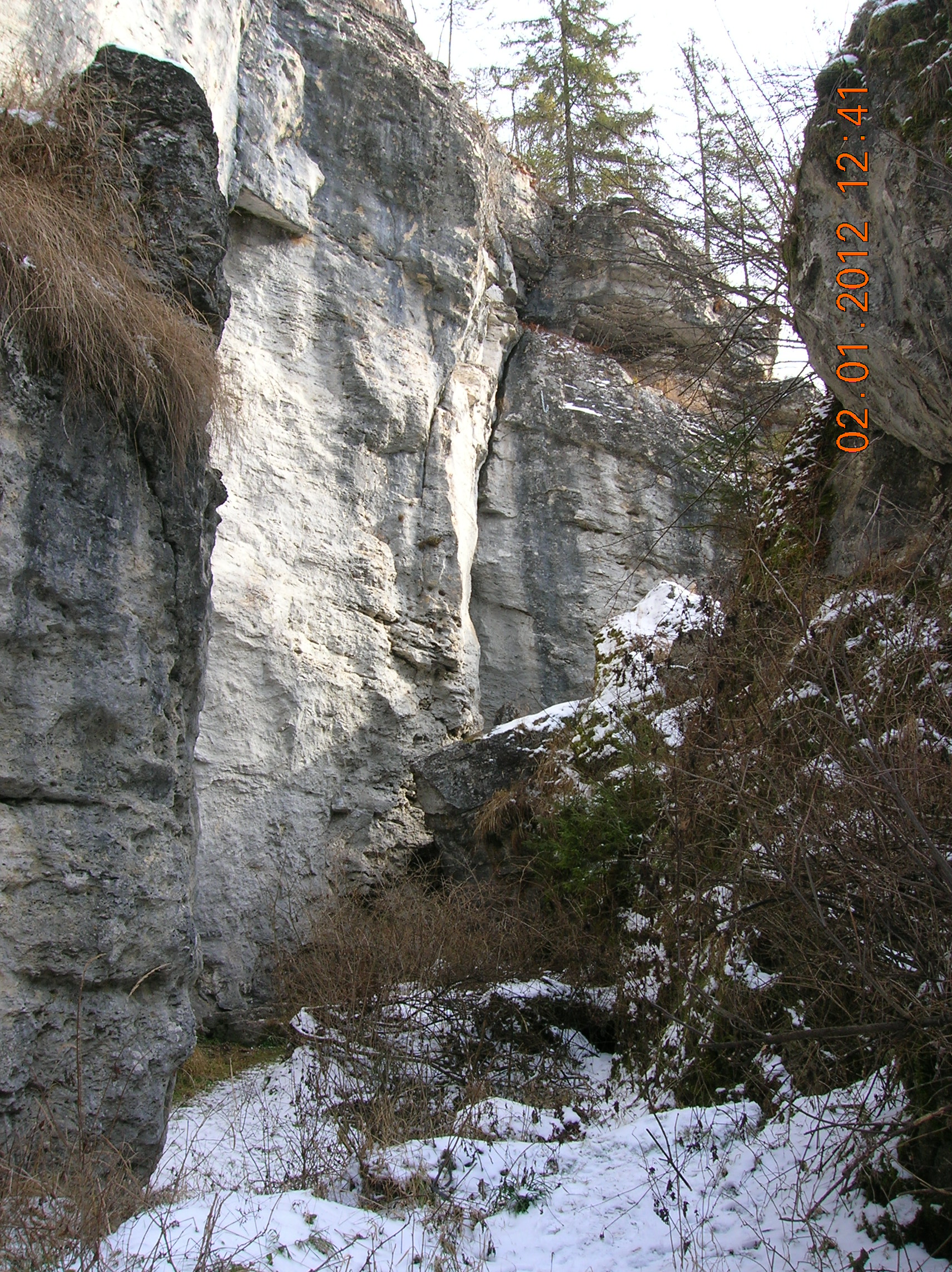
Coridor în aval de Grota Urşilor
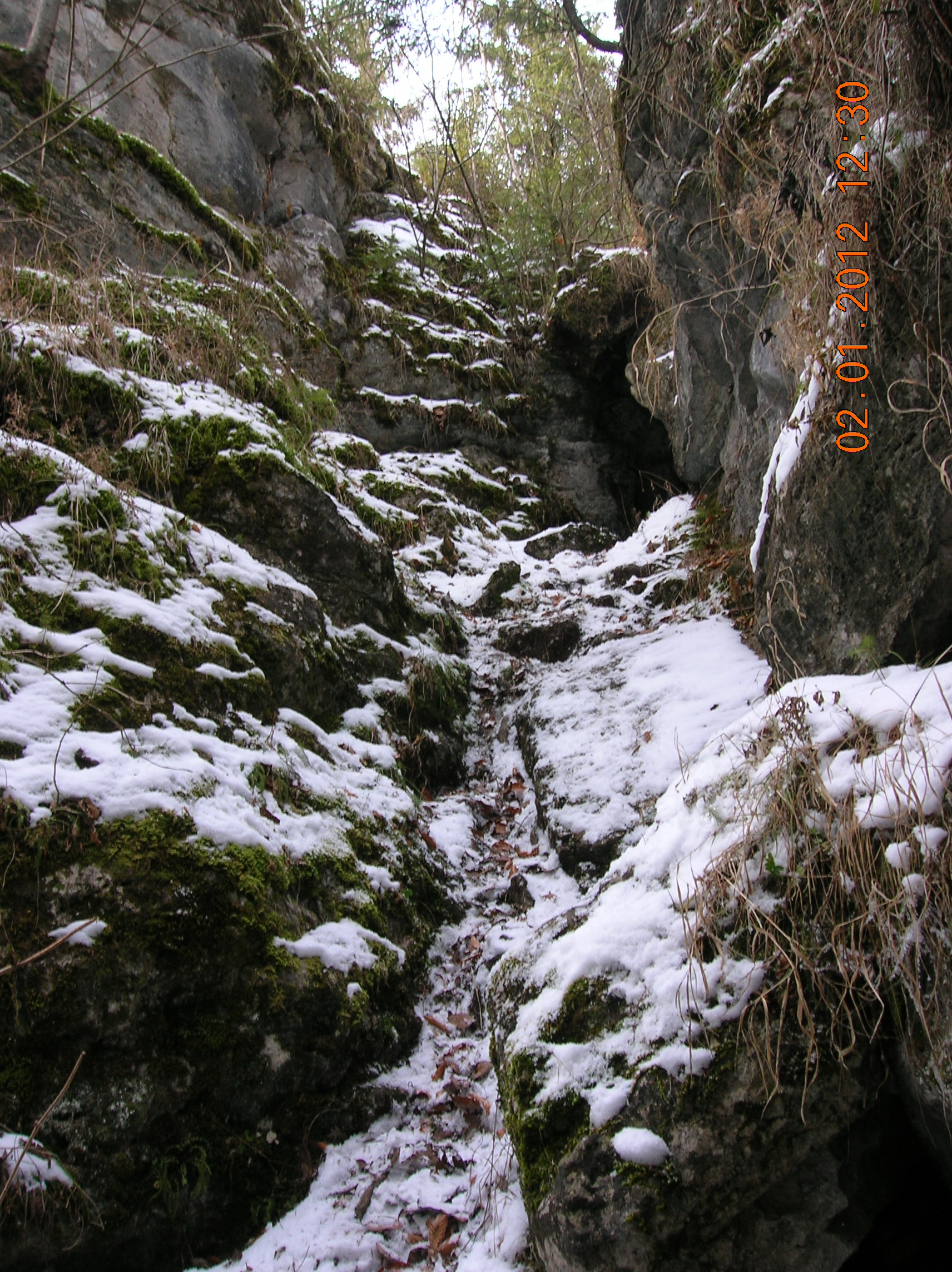
În Cerdacul Iadului - Răsuflătoare
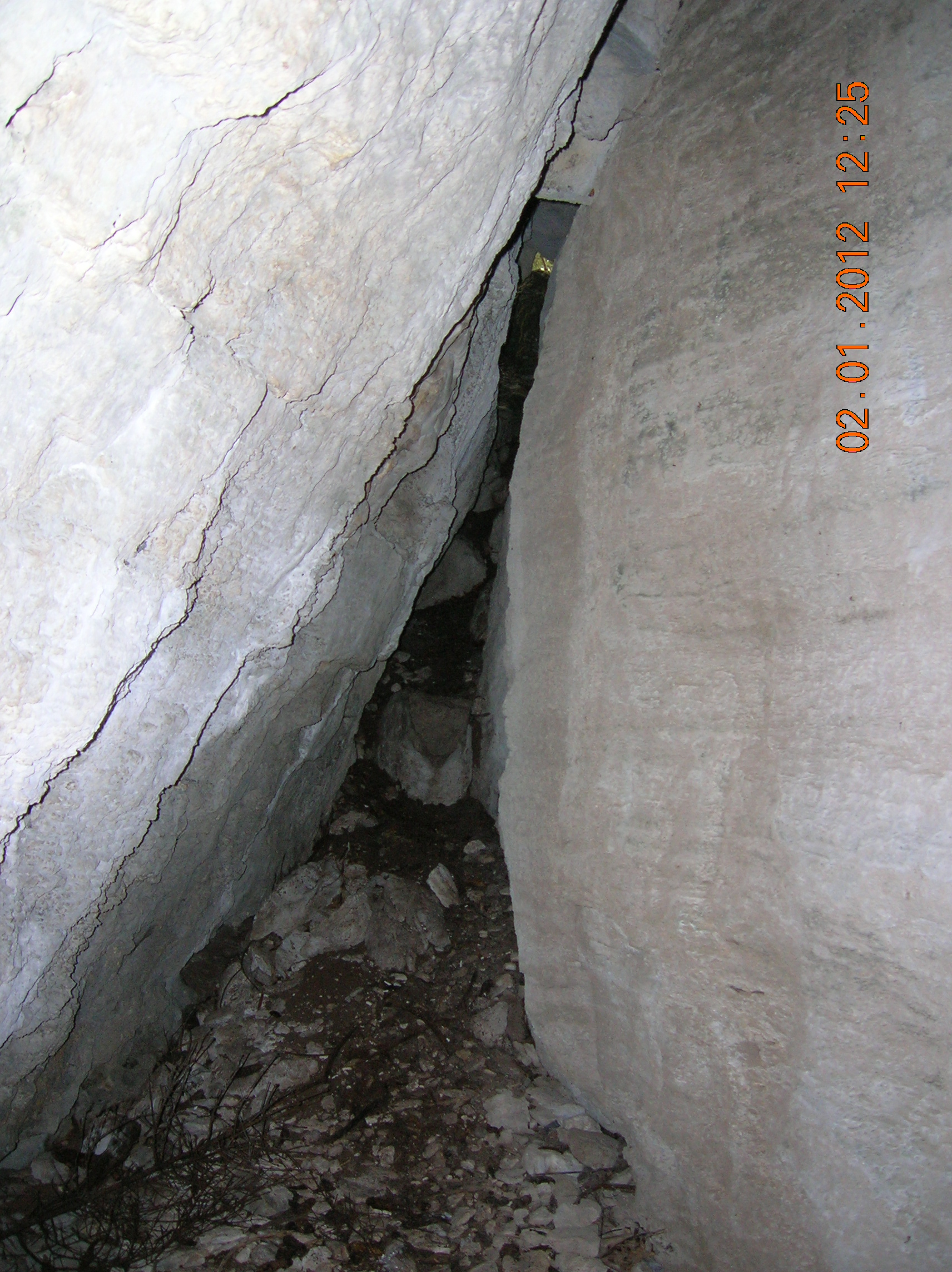
În Cerdacul Iadului - Tunel